# Чарльз Кушнер
Чарльз Кушнер (англ. Charles Kushner; нар. 16 травня 1954, Елізабет, Нью-Джерсі, США) — американський забудовник і позбавлений ліцензії колишній адвокат, який 1985 року заснував Kushner Companies. 2024 року висунутий президентом Дональдом Трампом на посаду посла США у Франції.
2005 року визнаний винним у незаконних пожертвах на передвиборчу кампанію, ухиленні від сплати податків і підкупі свідків, за що засуджено до двох років ув'язнення, які він відбував у Федеральній в'язниці в Монтгомері. Як засуджений злочинець, його позбавили адвокатської ліцензії в трьох штатах. 23 грудня 2020 року отримав помилування, видане тестем його сина, президентом Дональдом Трампом. Кушнер пожертвував значні суми на передвиборчу кампанію Трампа. Раніше був головним донором Демократичної партії.
Його старший син Джаред є чоловіком Іванки Трамп, доньки обраного президента США Дональда Трампа. Має ще трьох дітей, молодший син Джошуа — венчурний капіталіст, який одружений на супермоделі Карлі Клосс.

## Раннє життя
Народився 16 травня 1954 року в сім'ї Джозефа Берковіца та Рей Кушнер, євреїв, які пережили Голокост. Батьки народилися у східній Польщі та 1949 року приїхали до Америки з СРСР. При народженні його назвали Чанан на честь дядька по материнській лінії, який загинув у концтаборі у період Голокосту. Ріс в Елізабеті, штат Нью-Джерсі, зі своїм старшим братом Мюрреєм Кушнером і сестрою Естер Шулдер:3. Батько працював будівельником й інвестував у нерухомість. 1979 року закінчив юридичний факультет Університету Гофстра.

## Кар'єра

### Kushner Companies
1985 року почав керувати портфелем свого батька з 4000 квартир у Нью-Джерсі. Заснував Kushner Companies зі штаб-квартирою у Флорем-Парку, штат Нью-Джерсі, і став її головою. 1999 року отримав нагороду у номінації підприємець року Нью-Джерсі від Ernst & Young. На той час Kushner Companies виросла до понад 10 000 житлових квартир, бізнесу з будівництва будинків, комерційної та промислової нерухомості та місцевого банку.

### Засудження та помилування
30 червня 2004 року Федеральна виборча комісія оштрафувала Кушнера на 508 900 доларів США за участь у демократичних політичних кампаніях від імені своїх партнерів без відповідного дозволу. 2005 року після розслідування, проведеного прокурором округу Нью-Джерсі США, Кріс Крісті домовився з ним про угоду про визнання провини, згідно з якою Кушнер визнав себе винним за 18 пунктами звинувачення в незаконних внесках у передвиборчу кампанію, ухиленні від сплати податків і підкупі свідків. Звинувачення у підкупі свідків виникло через помсту Кушнера Вільяму Шулдеру, чоловікові його сестри Естер, який співпрацював з федеральними слідчими проти Кушнера. Кушнер найняв повію, щоб спокусити його зятя, організувавши запис сексуального контакту між ними та відправивши запис його сестрі. Його засудили до двох років ув'язнення. 14 місяців перебував у Федеральному в'язничному таборі в Монтгомері в Алабамі, а потім його відправили до дому на півдорозі в Ньюарку, штат Нью-Джерсі на решту терміну. 25 серпня 2006 року звільнений.
Як засудженого злочинця, його позбавили права займатися адвокатською діяльністю в Нью-Джерсі, Нью-Йорку та Пенсільванії. Республіканець Кріс Крісті, який очолював першу перехідну команду Трампа, сказав, що Кушнер скоїв «один із найогидніших, набридкіших злочинів», які він розглядав.
23 грудня 2020 року президент Трамп видав повне та беззастережне помилування Кушнеру, тестю своєї доньки, покликаючись на його досвід «реформ» і «милосердя».

### Нерухомість Нью-Йорка
Після звільнення з в'язниці переніс бізнес-діяльність з Нью-Джерсі до Нью-Йорка. На початку 2007 року Kushner Companies купила будівлю на Мангеттені за 1,8 мільярда доларів. У серпні 2018 року Brookfield Properties підписала 99-річну оренду нерухомості, заплативши 1,286 мільярда доларів і фактично отримавши повне право власності на будівлю.
Станом на кінець 2016 року статки Кушнера та його родини оцінювалися в 1,8 мільярда доларів. Він найняв на роботу двох співкамерників, з якими познайомився у в'язниці.

### Пожертви
Особисто зустрівся з президентом Гарвардського університету і 1998 році пожертвував 2,5 мільйона доларів Гарварду. Його син, Джаред, тоді навчався у випускному класі, і за результатами тестів його рівень був нижчими за стандарти Ліги плюща. 1999 року Джареда прийняли на перший курс Гарвардського університету.
До 2016 року був донором Демократичної партії. Входив до правління Коледжу Туро, Жіночого коледжу Стерна, Равинського коледжу Америки й Об'єднаних єврейських громад. Також робив фінансові пожертви Гарварду, коледжу Стерна та благодійній організації United Cerebral Palsy. Пожертвував пологовому відділенню Серіл і Чарльза Кушнерів в медичному центрі Св. Барнабаса в Лівінгстоні, Нью-Джерсі. Брав участь у фінансуванні двох шкіл, Єврейської академії Джозефа Кушнера та Єшивської середньої школи Рей Кушнер, також у Лівінгстоні, і назвав їх на честь своїх батьків. Будівлю в кампусі університету Гофстра назвали на його честь. Після пожертви у 20 мільйонів доларів кампус єрусалимського медичного центру Шаарей-Цедек назвали «Кампус Серіл і Чарльза Кушнерів».
У серпні 2015 року пожертвував 100 000 доларів комітетам політичних дій Дональда Трампа на підтримку президентської кампанії Трампа 2016 року. Кушнер і його дружина також влаштували прийом для Трампа у своєму приморському особняку у Лонг-Бранчі. 2023 року був одним із найбільших донорів супер комітету політичних дій Трампа, пожертвувавши 1 мільйон доларів.

### Посол у Франції
30 листопада 2024 року обраний президент Трамп оголосив у соцмережі, що висуне Кушнера на посаду посла США у Франції на другий термін.